# FC Yeading
Der FC Yeading (offiziell: Yeading Football Club) – auch bekannt als The Ding – war ein englischer Fußballverein aus Yeading, London Borough of Hillingdon, Greater London, welcher zuletzt im Jahr 2007 in der Conference South, der sechsthöchsten Spielklasse in England, spielte. Die Spielstätte des Vereins war das 3.500 Plätze fassende The Warren.

## Vereinsgeschichte
Der Verein wurde im Jahr 1960 in Yeading, einem Stadtteil der Londoner Bezirks London Borough of Hillingdon gegründet. Der Verein spielte von der Gründung an viele Jahre in der London Spartan League, einer sehr niederklassigen Amateurliga. In der Saison 1986/87 gelang dem FC Yeading erstmals der Aufstieg in die zweite Division der Isthmian League. Die Spielzeit 1989/90 wurde zu einer der erfolgreichsten des Vereins. Yeading beendete die Meisterschaft der zweiten Division der Isthmian League auf dem ersten Rang, womit die Mannschaft in die erste Division aufstieg. Zudem gelang dem Team der Sieg im FA Vase. Nach zwei weiteren Jahren folgte der Aufstieg in die Isthmian League Premier Division. Der Verein schaffte in sechs Jahren in Folge den Klassenerhalt, jedoch gelang dies in der Saison 1997/98 nicht und Yeading fiel wieder in die erste Division der Isthmian League zurück. Die Mannschaft spielte danach sechs Jahre in der Liga, bevor in der Saison 2003/04 der Wiederaufstieg in die Isthmian League Premier Division gelang.
Yeading gelang darauf der zweite Aufstieg in Folge, mit dem Gewinn der Liga schaffte der Verein im Jahr 2005 erstmals den Aufstieg in die Conference South. In derselben Saison erreichte Yeading nach Siegen über Halesowen Town und Slough Town die dritte Runde des FA Cups. Das Heimspiel vor 10824 Zuschauern ging mit 0:2 gegen den Premier-League-Vertreter Newcastle United verloren. In den folgenden zwei Spielzeiten gelang dem FC Yeading der Klassenerhalt in der Conference South. Am 18. Mai 2007 gab der FC Yeading bekannt, dass der Verein eine Fusion mit dem FC Hayes eingehen wird. Der neue Verein Hayes & Yeading United übernahm die Plätze von Yeading und Hayes in der Conference South.

## Ligazugehörigkeit
- 1960–1987: London Spartan League
- 1987–1990: Isthmian League Division Two
- 1990–1992: Isthmian League Division One
- 1992–1998: Isthmian League Premier Division
- 1998–2004: Isthmian Division One
- 2004–2005: Isthmian League Premier Division
- 2005–2007: Conference South

## Erfolge
- FA-Vase-Sieger: 1989/90
- Isthmian-League-Gewinner: 2004/05

## Bekannte Spieler
- Dudley Campbell
- Andy Impey
- Marvin Morgan
- John Mousinho
- Charlie Oatway